# Eir (empresa)
Eir es una compañía de telecomunicaciones que opera en la República de Irlanda. Es el grupo más grande del país en servicios de telefonía fija, móvil e internet.
Fue fundado en 1984 como la empresa pública Telecom Éireann y mantuvo el monopolio del servicio telefónico hasta 1999, cuando fue privatizada para liberar el sector de las telecomunicaciones. En la actualidad es líder en cuota de mercado de telefonía móvil y banda ancha fija. También está presente en móviles a través de su filial Meteor y en servicios triple play.
Sus mayores competidores son Virgin Media (parte de Liberty Global) y la filial irlandesa de Vodafone.

## Historia
La actual Eir fue creada en 1984 con la separación del Ministerio de Correos y Telégrafos en dos empresas de carácter estatal: el postal "An Post" y la compañía telefónica "Telecom Éireann". Además de reducir el número de funcionarios, la medida pretendía modernizar la red de telefonía fija de la República de Irlanda. Telecom Éireann fue responsable de la digitalización del servicio y también introdujo el uso de tarjetas inteligentes en las cabinas públicas a finales de la década de 1980.
En 1986 creó la empresa de telefonía móvil Eircell, mientras que en 1997 empezó a funcionar la filial Telecom Internet.
A instancias de la Unión Europea, la República de Irlanda debía liberalizar el sector de las telecomunicaciones con la privatización de Telecom Éireann. El proceso comenzó en 1995 y para julio de 1999 el gobierno ya había vendido todas sus participaciones. La empresa fue rebautizada como Eircom y el 8 de julio de 1999 empezó a cotizar en los mercados bursátiles de Dublín, Londres y Nueva York. En 2001 el consorcio Valentia, liderado por Tony O'Reilly y con apoyo de George Soros, tomó el control por 2.800 millones de euros. En 2015, la empresa fue rebautizada como Eir.
La filial móvil Eircell se convirtió en una empresa subsidiaria sobre la que mantuvo el control hasta 2001, cuando fue vendida a Vodafone. Cuatro años después, Eircom se hizo con el operador Meteor Mobile por 420 millones de euros.
En 2006 el grupo inversor australiano Babcock and Brown había comprado el teleoperador por 2.400 millones de euros.